# Bazilica din Esztergom
Catedrala Adormirii Maicii Domnului și a Sfântului Adalbert din Esztergom (în limba maghiară Nagyboldogasszony és Szent Adalbert prímási főszékesegyház), cunoscută și sub numele de Bazilica din Esztergom (în maghiară Esztergomi bazilika), este catedrala Arhiepiscopiei Romano-Catolice de Esztergom-Budapesta și sediul Bisericii Catolice din Ungaria. Ea este cea mai mare biserică din Ungaria și poartă hramul Adormirii Maicii Domnului, dar și al Sfântului Adalbert. Biserică-mamă a Arhidiecezei de Esztergom-Budapesta, ea poartă titlurile de primațială și de basilica minor.
Ridicată începând din 1822, ea i-a succedat unei vechi catedrale medievale ruinate în timpul unei bătălii contra trupelor otomane. Franz Liszt a compus și executat „Missa solemnis zur Einweihung der Basilika in Gran”, cunoscută sub numele de „Graner Messe” / „Missa Esztergom” (Gran fiind numele din limba germană al orașului Esztergom), cu ocazia sfințirii sanctuarului în 1856.

## Istorie
Catedrala a fost construită între anii 1001-1010 de către Ștefan cel Sfânt, primul rege maghiar. Aceasta a fost prima catedrală din Regatul Ungariei, ce a purtat inițial hramul Sfântului Adalbert, episcop de Praga și cel ce l-a botezat pe Ștefan. În secolul al XII-lea, catedrala a fost distrusă în urma unui incendiu, fiind apoi reconstruită. Edificiul a reușit să supraviețuiască marii invazi tătare dintre anii 1241-1242, dar în anul 1304, catedrala și castelul din Esztergom au fost distruse de către Wencelasus al III-lea, în urma unei dispute pentru succesiunea la tron. Mai târziu, în secolele XIV-XV, arhiepiscopii din Esztergom au reconstruit catedrala, au înfrumusețat-o și i-au adăugat o mare bibliotecă. În anul 1543 orașul Esztergom a căzut sub stăpânire otomană, iar catedrala a fost din nou distrusă. Arhiepiscopul a fugit și s-a refugiat la Bratislava.
Singura supraviețuitoare a luptei este o mică capelă în stil renascentist construită de cardinalul Tamás Bakócz în 1506.
Eliberată de jugul otoman în 1683 de către regele polonez Ioan al III-lea Sobieski, Ungaria a intrat sub dominația Casei de Habsburg.
După ce Ungaria a ieșit de sub stăpânirea Imperiului Otoman intrând sub cea a Imperiului Habsburgic, a fost construită la Esztergom o biserică în stil baroc.
Arhiepiscopul Sándor Rudnay (1760-1831) a decis în anul 1820 să restabilească statutul orașului Esztergom ca centru religios al Ungariei, reconstruind catedrala și aducând aici moaștele sfântului martir Marko Krizin. În anul 1822 au început lucrările la catedrala actuală. Arhitecții care au participat la construcție au fost: Pál Kühnel, János Packh și József Lippert. Inițial, arhitectul-șef a fost János Packh, dar a fost asasinat în anul 1838, lucrările de construcție fiind apoi coordonate de arhitectul József Hild. Sub următorul arhiepiscop, János Scitovszky, catedrala a fost sfințită pe data de 31 august 1856, primind hramul Adormirii Maicii Domnului și a Sfântului Adalbert. Cu toate acestea ea a fost finalizată complet abia în anul 1869. În anul 1931, datorită importanței sale, catedrala a fost ridicată la rangul de basilica minor.

## Arhitectură
Bazilica din Esztergom este cea mai mare biserică din Ungaria și este pe locul al 18-lea ca mărime în lume. Ea măsoară o suprafață de 5.600 de metri pătrați, 118 metri lungime și 49 de metri lățime. Are un dom cu un diametu de 33, 5 metri și o înălțime totală de 100 de metri. Cripta bazilicii a fost construită în anul 1831, fiind construită în stil egiptean și adăpostind mormintele arhiepiscopilor. Există de asemenea Capela Bakocz, construită între anii 1506-1507 de arhitecți italieni, aceasta este una dintre cele mai vechi părți ale bazilicii care au dăinuit până astăzi. În capelă sunt reprezentate sculpturi și picturi renascentiste, fiind cele mai importante vestigii ale Renașterii din Ungaria. Altarul bazilicii, ilustrând Adormirea Maicii Domnului este cea mai mare pictură pe o singură bucată de pânză din lume, având 13 metri înălțime și 6 lățime. Orga, este a treia cea mai mare din Europa, după orgile catedralelor din Passau, Germania și Liverpool, Marea Britanie.

## Galerie de imagini

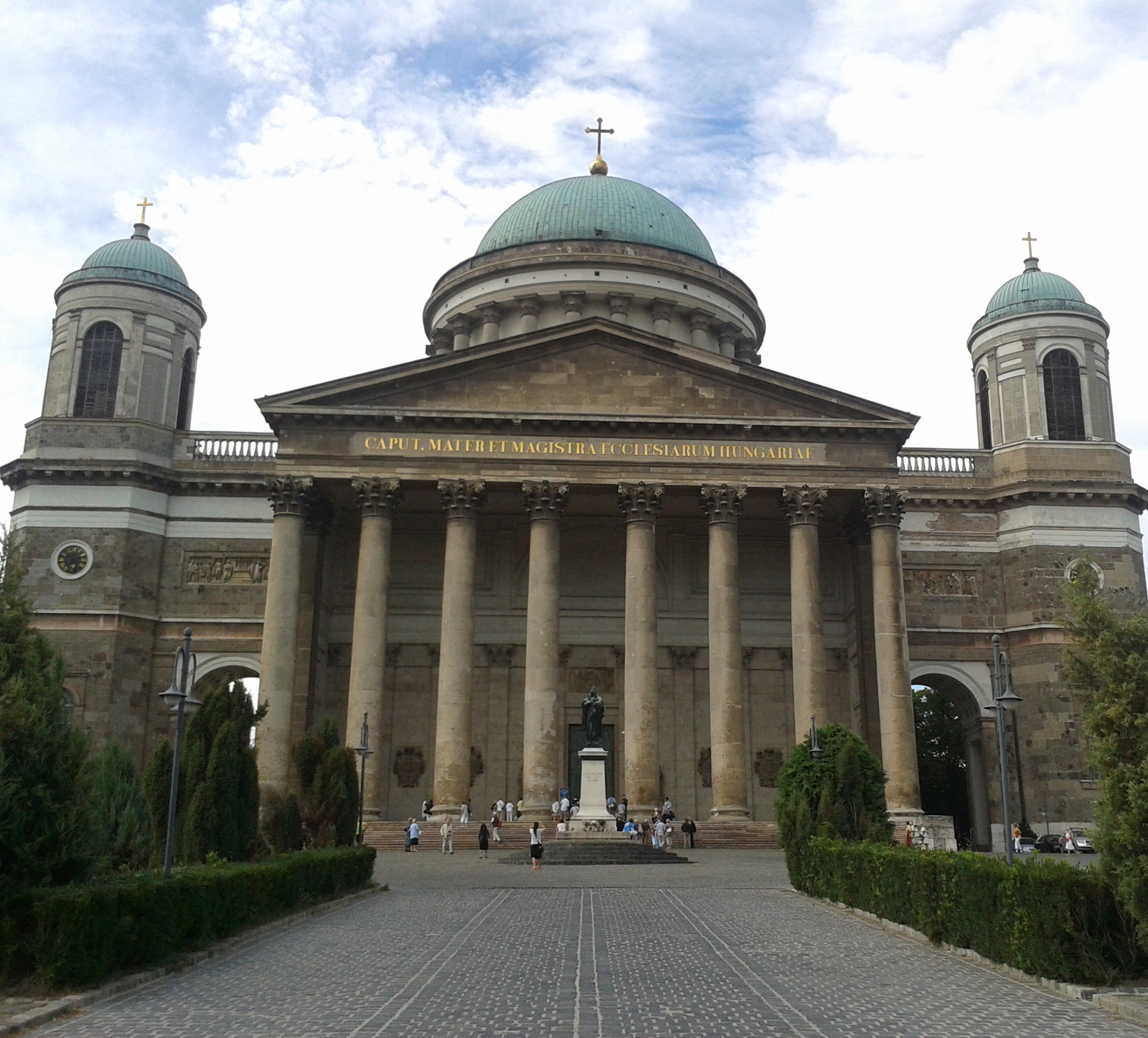
Fațada bazilicii.
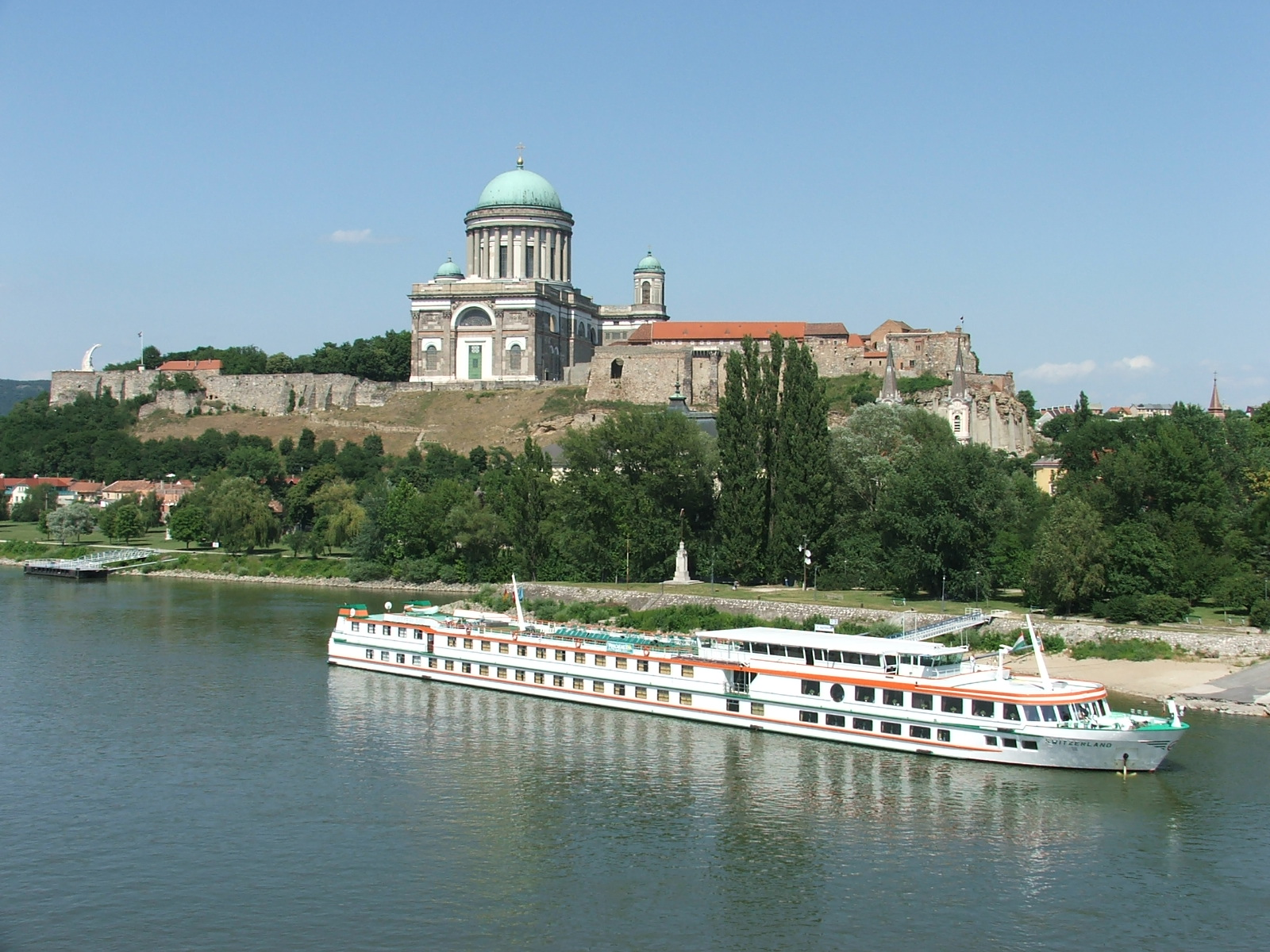
Dealul bazilicii.
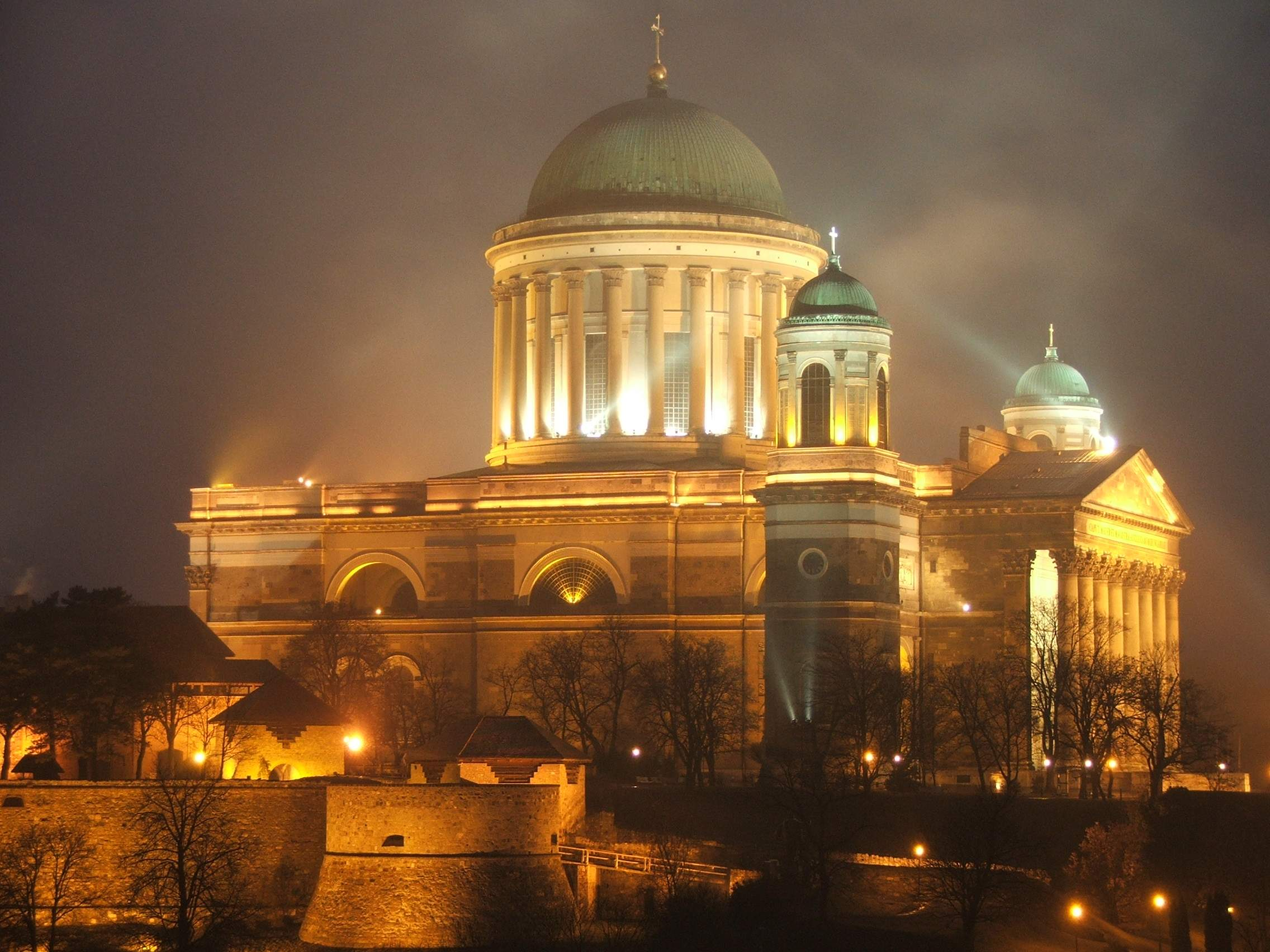
Bazilica noaptea.
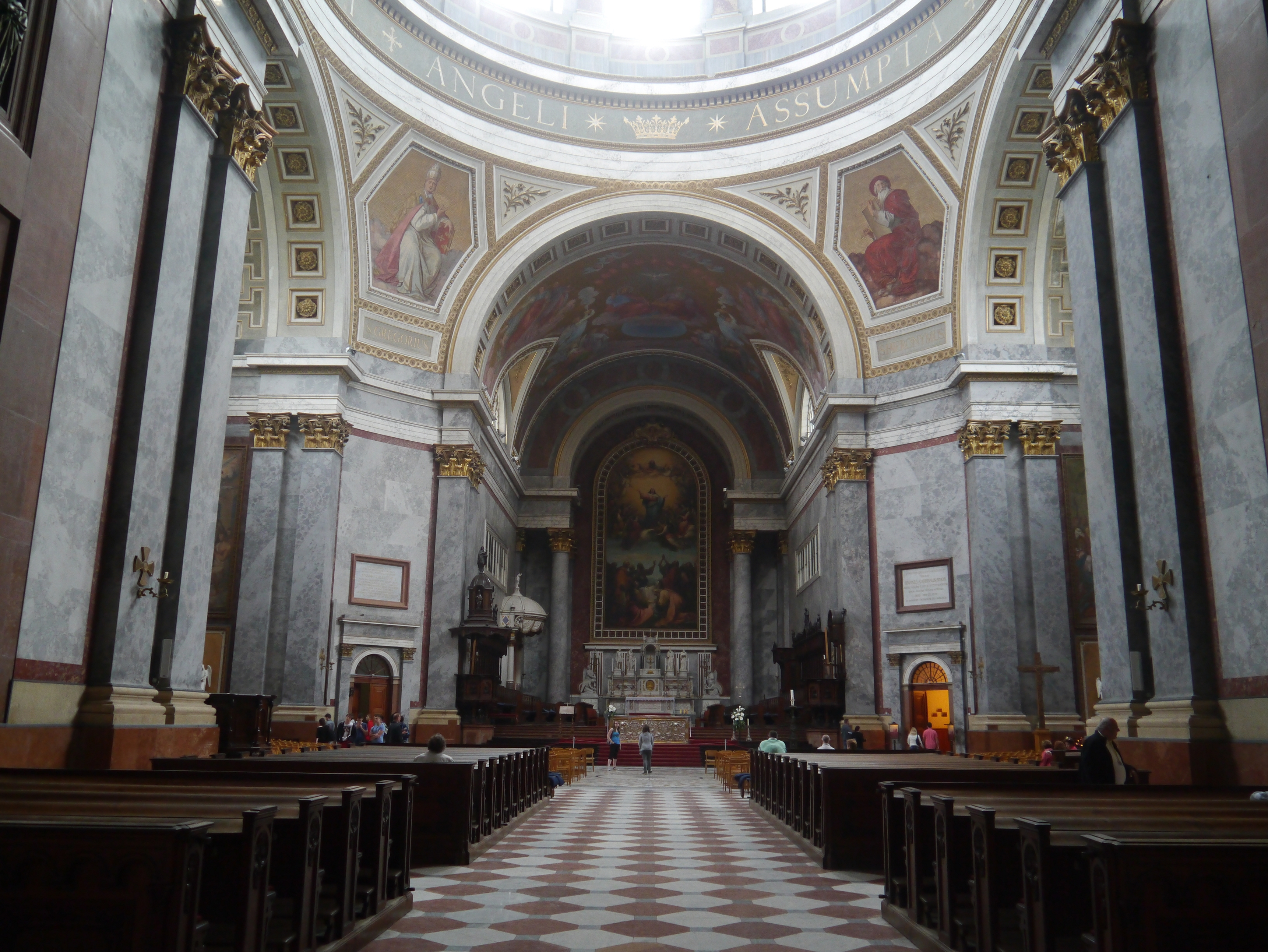
Interior.
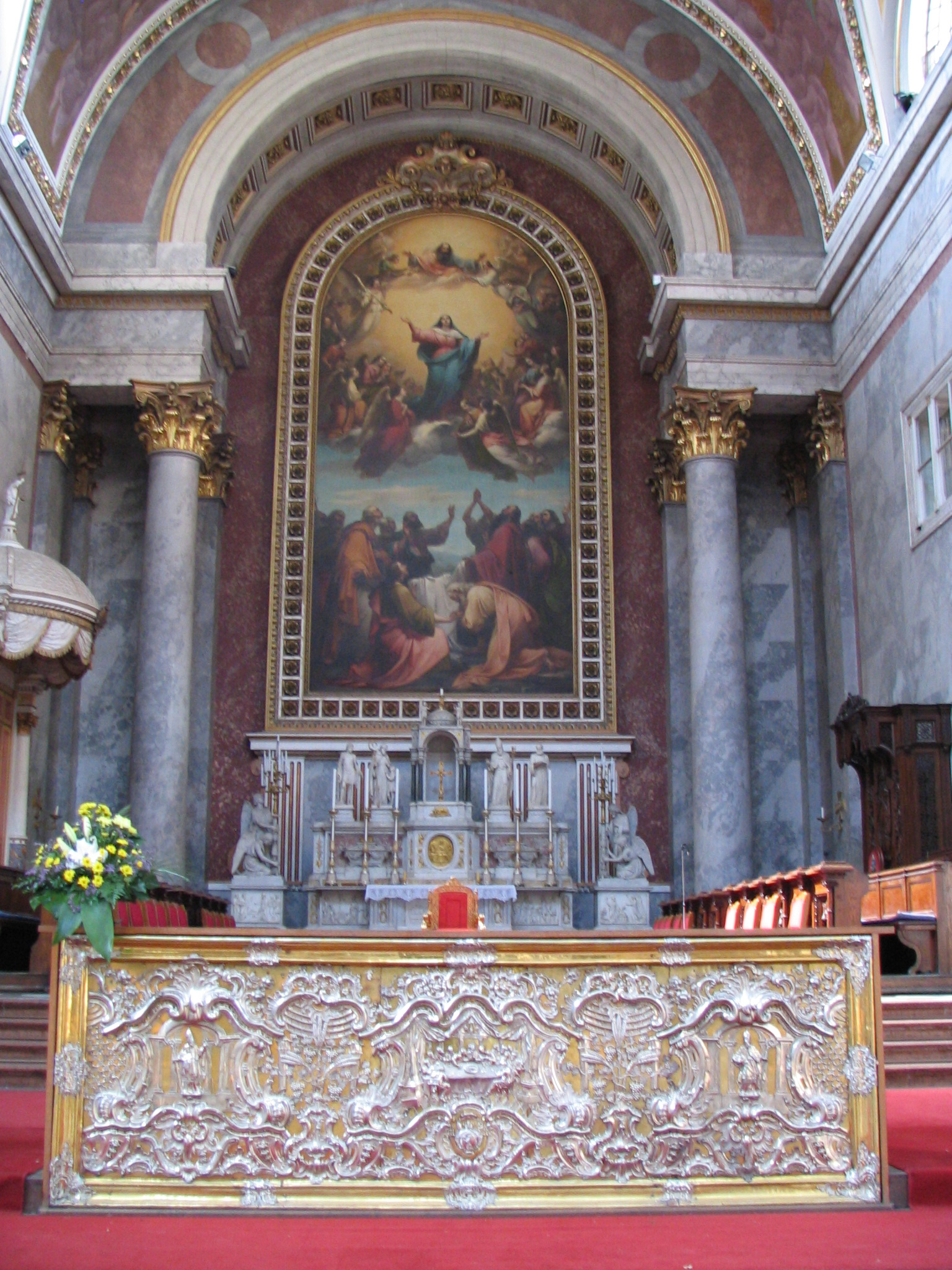
Altarul.
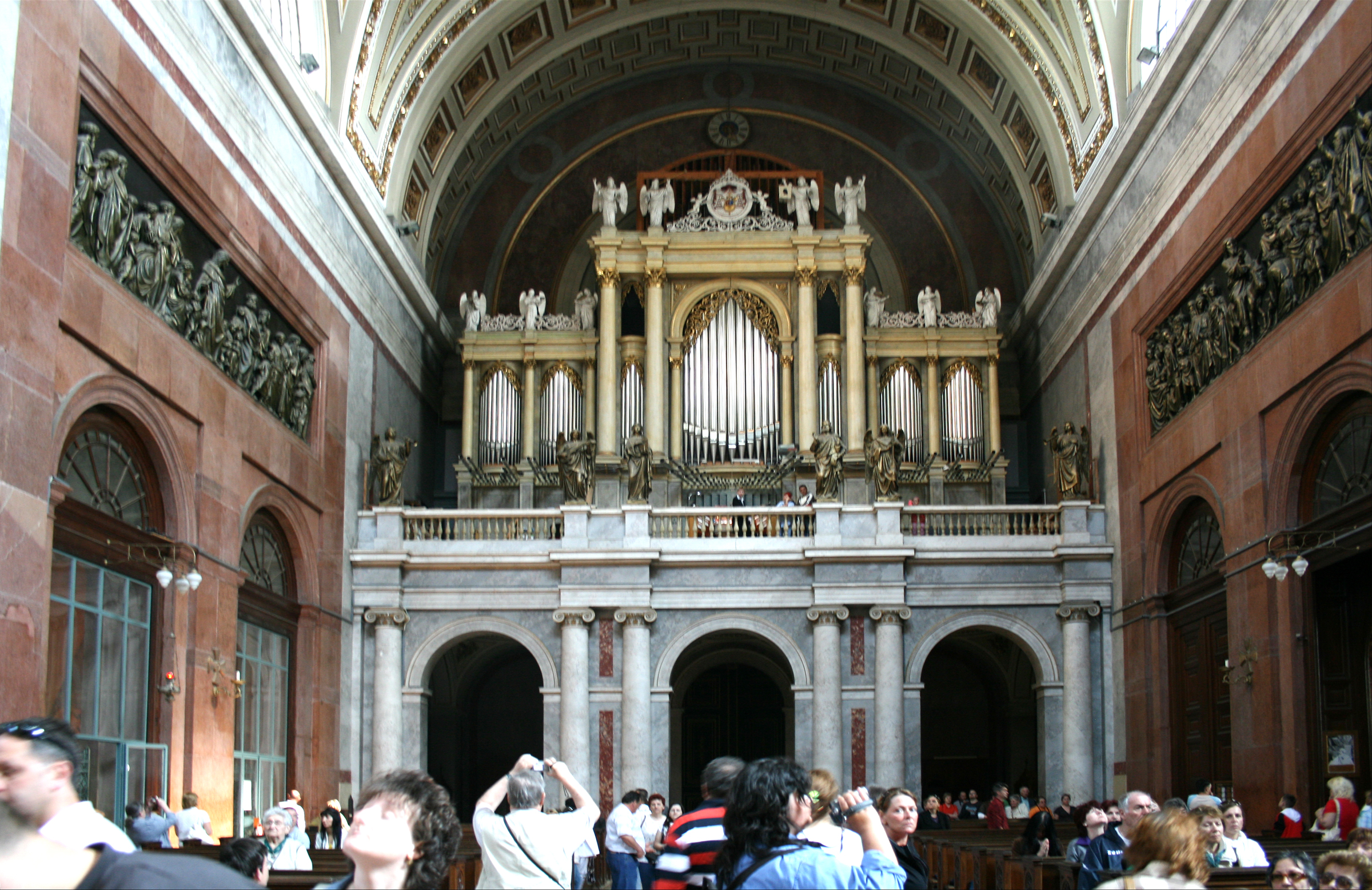
Orga.
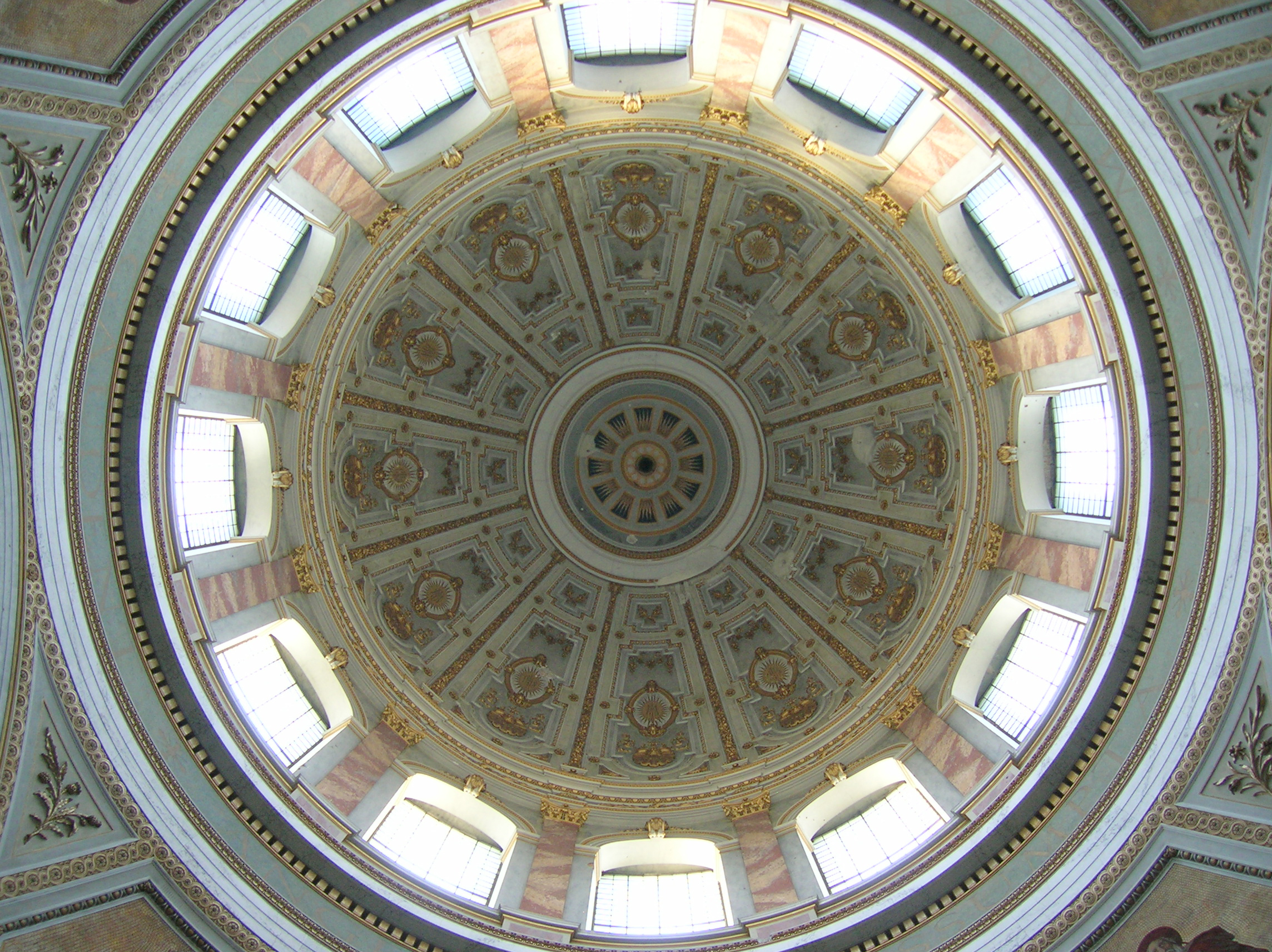
Domul, interior.